# Ridwan
Fakhr-al-Mulk Ridwan ibn Tútuix (àrab: فخر الملك رضوان بن تتش, Faẖr al-Mulk Riḍwān b. Tutux) (? - 10 de desembre de 1113) fou un príncep-governador seljúcida d'Alep entre 1095 i 1113.
Va succeir com a príncep seljúcida d'Alep el seu pare Tútuix I quan aquest va morir el febrer de 1095. Va fer matar dos germans més joves per evitar que li disputessin el poder, però un tercer germà, Duqaq, es va poder escapar quan anava a ser estrangulat per esclaus de Ridwan. Aquest de seguida, amb el suport del seu sogre l'atabeg Janah al-Dawla Husayn, va intentar conquerir Damasc, que havia estat capital de Tútuix, però que ara estava en mans dels fatimites. Però el seu germà Dudak, amb el suport del seu atabeg Dhàhir-ad-Din Tughtikín, va anar a Damasc on la guarnició el va proclamar sultà. Janah al-Dawla i Tútuix es van barallar, i el primer es va establir a Homs. Debilitat, Ridwan va reconèixer al califa fatimita (agost de 1097) i va fer la khutba en el seu nom a Alep, però per poc temps doncs en veure que els fatimites no li podien aportar cap suport, el setembre va tornar a reconèixer al califa abbàssida i al sultà Barkyaruq.
El 1098 els croats van assetjar Antioquia de l'Orontes, i l'amir local Yaghi Siyan, va enviar el seu fill Shams al-Dawla a demanar ajut a Ridwan (que era el gendre de Yaghi Siyan). Els francs feien incursions a les terres de Ridwan buscant aprovisionament i aquest es va sentir amenaçat i va decidir enviar un exèrcit que es va acostar a Antioquia el 9 de febrer; tot i la superioritat numèrica, l'atac fou tímid per temor a les qualitats guerreres dels croats i en comptes de desplegar les forces les va agrupar a la nit en una estreta banda de terra entre l'Orontes i el llac d'Antioquia per evitar qualsevol intent d'encerclament; a l'albada els croats el van atacar i les forces de Ridwan, amb poc terreny per moure's, van quedar immobilitzades, enfrontant de cara, cos a cos, als enemics que anaven amb armadura i en aquest camp eren per tant molt superiors; Ridwan fou derrotat i els seus homes van fugir en desordre. A Antioquia, els defensors van fer una desesperada sortida que va obligar els assetjants a recular i al migdia van començar a atacar el campament croat, però quan es va saber la derrota de Ridwan, Yaghi Siyan va haver d'ordenar retornar a Antioquia. Els croats van llençar els caps del soldats enemics morts cap a dins d'Antioquia, per mitjà de catapultes. El juny de 1098 finalment, Ridwan va esdevenir veí de Bohemon I d'Antioquia erigit en príncep, contra el que va haver de lluitar contínuament, i després contra Tancred de Galilea que el va succeir al govern del principat.
El 1101, les tropes de Ridwan van participar al costat del sultà de Rum Kilidj Arslan I i de l'emir danishmendita a la massacre del croats que creuaven Anatòlia. Ridwan va lluitar no sols contra els croats sinó també contra rivals musulmans com Janah al-Dawla Husayn d'Homs. Hasan-i Sabbah, el cap ismaïlita nizarita d'Alamut, va enviar a Síria a un predicador persa, el metge i astrònom al-Hakim al-Munajjim, que va aconseguir guanyar la confiança de Ridwan i li va oferir els seus serveis contra els seus enemics. Uns sicaris ismaïlites van assassinar Janah al-Dawla l'1 de maig de 1103 durant la pregària del divendres. Poc després va arribar a Síria un nou enviat ismaïlita nizarita, el persa Abu Tahir, anomenat l'orfebre, que va exercir sobre Ridwan una gran influència.
El 1105, Ridwan va abandonar Alep per ajudar el qadí de Trípoli, Fakhr al-Mulk ibn Ammar, contra els croats, però quan va saber que Tancred havia assetjat Artah, va tornar enrere per alleujar la ciutat. Tancred va oferir pau a Ridwan, que la va rebutjar i va ser derrotat el 20 d'abril de 1105 a la batalla d'Artah, després de la qual Tancred va envair i saquejar els voltants d'Alep. Més tard, l'emir profatimita d'Apamea, Khalaf ibn Mula'ib, va ser assassinat i Ridwan va afegir la ciutat al seu domini, tot i que la va perdre davant Tancred el 1106. Aquests esdeveniments van fer que Ridwan s'aliés amb Ilghazi contra Jikirmish, l'emir de Mossul, en assetjar Nussaybin. El nou emir de Mossul, Jawali Saqawa, es va unir a aquesta aliança contra Kilij Arslan I, el sultà seljúcida de Rûm, que havia ocupat Mossul. Ridwan i Jawali van derrotar i matar Kilij Arslan el 1107 a la batalla del riu Khabur.
Tot i que la facció ismaïlita a Alep era important, també hi havia un corrent oposat profatimita, liderada pel cadi local Ibn al-Khashab. Ridwan, sota influència ismaïlita, va seguir una política diferent que el va portar a aliar-se amb Tancred (1108) contra l'emir de Mossul Čawli Sakaw (aliat de Balduí II d'Edessa) a qui van derrotar prop de Tell Bashir (octubre de 1108), però els seus intents per ocupar Damasc van fracassar.
El 1111, Tancred va imposar a Alep un humiliant tractat que l'obligava a pagar un tribut de 20.000 dinars a l'any i lliurar diverses fortaleses; a més havia de lliurar els deu millors cavalls. El cadi Ibn al-Kashab, cap de la facció xiïta, va exigir demanar ajut al sulta seljúcida Muhammad I Tapar i es va enviar una delegació a Bagdad, que Ridwan esperava que no aconseguiria resultats. El 17 de febrer de 1111 Ibn al-Kashab i altres notables d'Alep, van fer una crida contra els francs a la mesquita de Bagadad dirigida al sultà seljúcida i aquest va prometre ajuda vagament; el divendres següent Ibn al-Kashab i els seus van repetir l'operació i van crear un aldarull que va coincidir amb l'arribada a Bagdad (des d'Esfahan) de la germana del sultà, esposa del califa abbàssida i per temor a la seva seguretat el califa, al-Mústadhhir, va decidir reprimir l'agitació; el sultà però li va impedir i va ordenar als amirs i caps militars retornar als seus governs per preparar la gihad. L'amir de Mossul, Mawdud, va marxar a Alep al front d'un exèrcit i Ridwan no va tenir altre remei que participar en la lluita; però quan l'exèrcit del mateix sultà Muhammad va arribar prop d'Alep, Ridwan va fer tancar totes les portes i va fer empresonar a Ibn al-Kashab i els seus a la ciutadella. Al no poder-se avituallar, les tropes del sultà van haver de saquejar la rodalia d'Alep i van esclatar conflictes entre els amirs, especialment entre Mawdud i alguns altres, fins que l'exèrcit musulmà es va desintegrar sense haver iniciat els combats.
El 1113, l'émir de Mossul, Mawdud, va retornar a Síria amb l'orde del sultà de reagrupar a tots els prínceps musulmans, menys Ridwan, contra els croats. Va instal·lar el quarter general prop de Damasc on governava l'atabeg Tughtikín, que va tenir por que les forces seljúcides no ocupessin la ciutat i va fer assassinar Mawdud quan sortia de la mesquita, morint de les ferides (2 d'octubre). Tughtikín va acusar Ridwan i als ismaïlites nizarites però en general se suposa que fou ell el que va ordenar el crim. El sultà Muhammad, al saber la mort del seu amir, va decidir controlar Síria.
Mentre a Alep Ridwan es va posar malalt i el cadi Ibn al-Kashab, assabentat, va reunir als seus partidaris (finals de novembre de 1113) i a la mort de Ridwan el 10 de desembre de 1113 grups armats favorables al cadi van ocupar els edificis principals i van arrestar als partidaris de Ridwan, especialment els adeptes a l'ismaïlisme, molts dels quals (uns 200) foren executats acusat de col·laborar amb l'enemic franc. A Ridwan el va succeir el seu fill Tadj al-Dawla Alp Arslan, anomenat el mut, de 16 anys, que es va declarar per Ibn al-Kashab, va fer arrestar a tots els col·laboradors del seu pare i els va executar. El cadi va demanar al nou sobirà no provocar un bany de sang, però Alp Arslan no li va fer cas i va seguir la repressió, fent executar a dos dels seus germans, alguns caps militars i diversos servidors. Això facilitarà aviat la usurpació del govern pel seu eunuc Lulu al-Yahya. Els ismaïlites van canviar de tàctica i van enviar a Síria a un altre propagandista persa, Bahram, que va suspendre tota acció espectacular i va iniciar un lent treball d'infiltració.